# Rathaus Wanfried

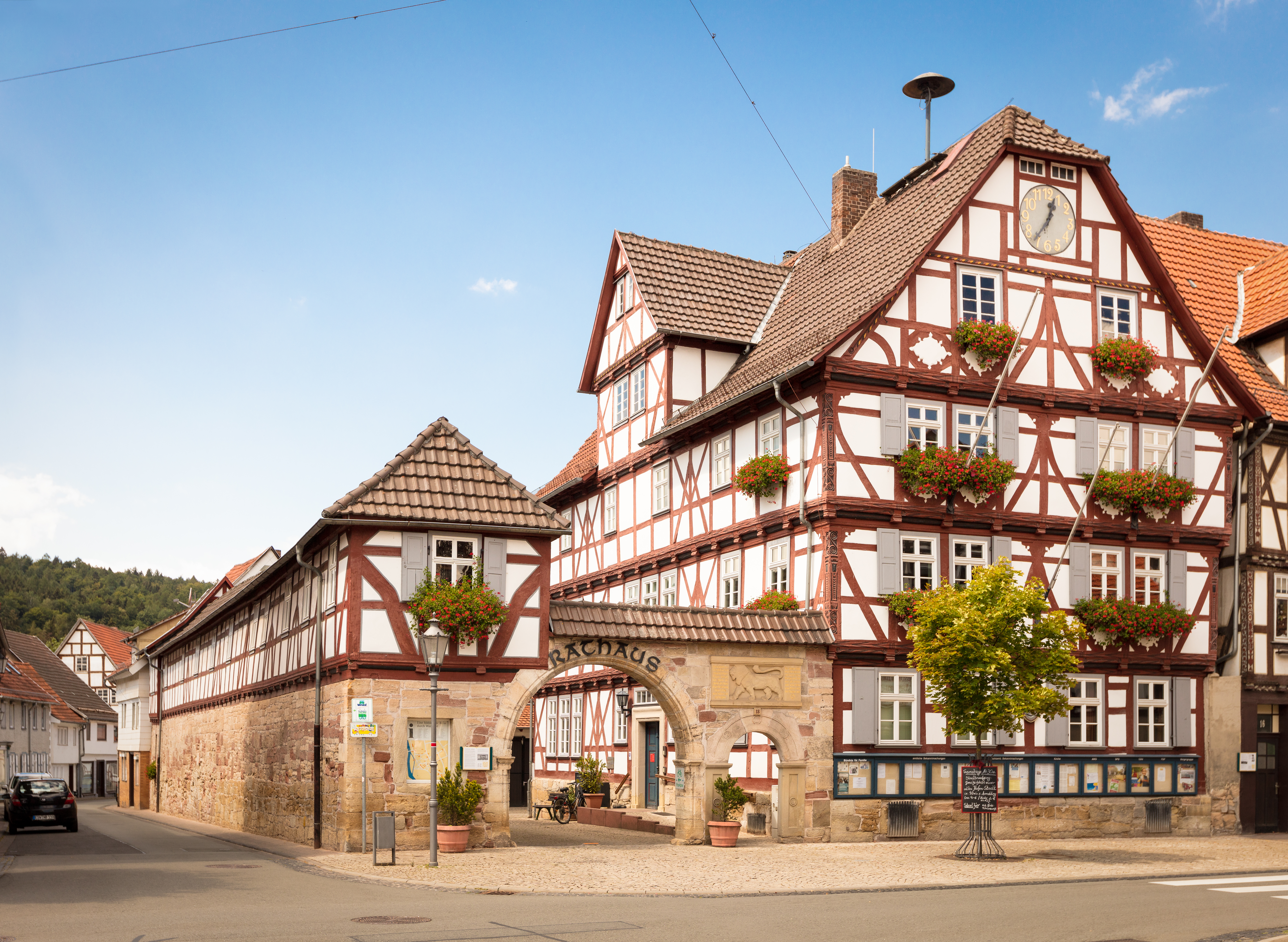
Rathaus der Stadt Wanfried.

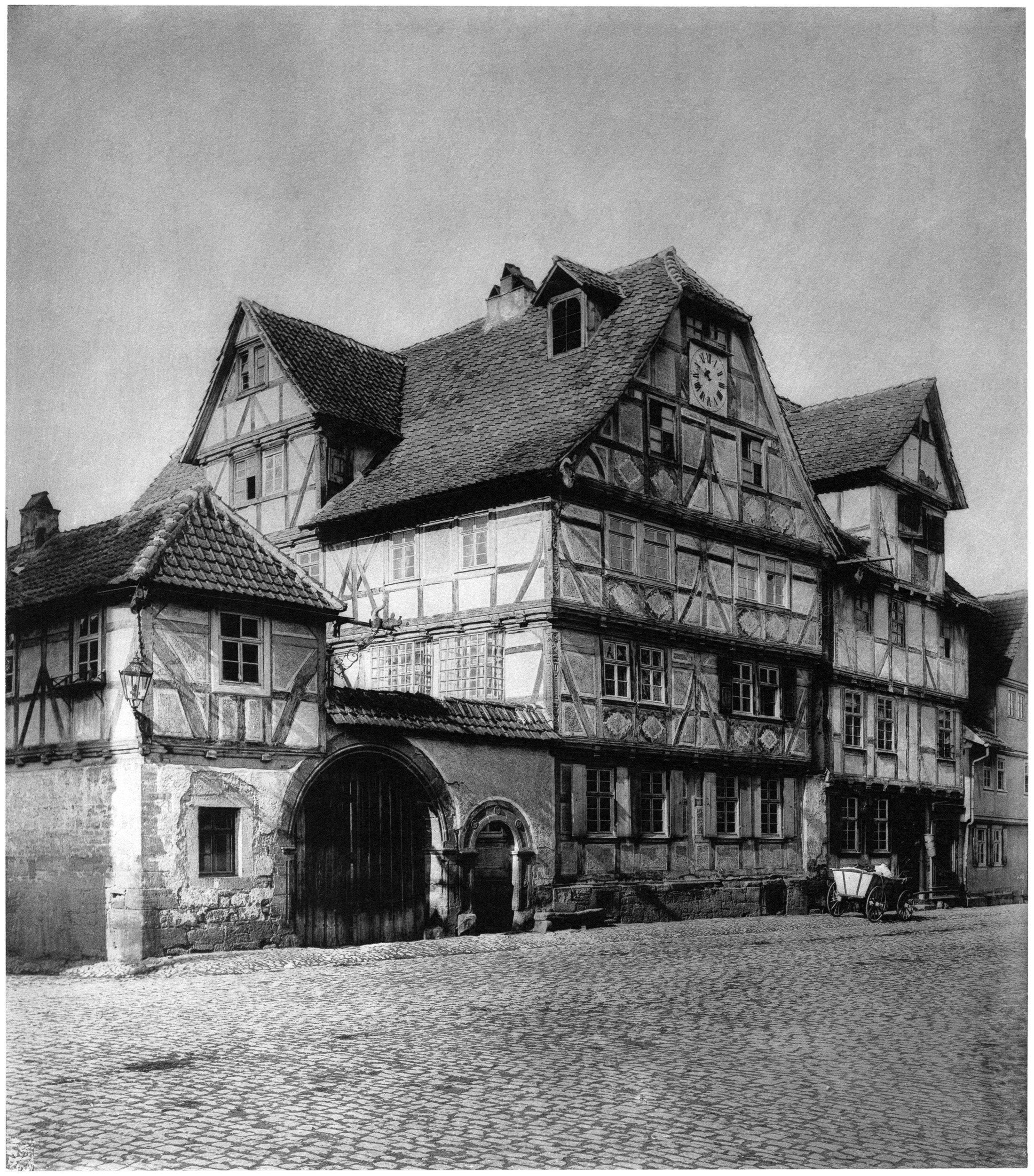
Rathaus in Wanfried, vor 1887

Das Rathaus in Wanfried, einer Landstadt im nordhessischen Werra-Meißner-Kreis, wurde Mitte des 17. Jahrhunderts errichtet. Das Fachwerkhaus an der Marktstraße 18 ist ein geschütztes Baudenkmal.

## Geschichte
Das dreistöckige Gebäude wurde von der Kaufmannsfamilie Uckermann als Handelshof in der zweiten Hälfte des 17. Jahrhunderts (um 1670) erbaut. Es steht auf dem Kellergewölbe eines früheren Hauses, das während des Dreißigjährigen Krieges niedergebrannt worden war. 
Am 8. August 1860 wurde das Gebäude zum Preis von 3.500 Talern von den Erben des Försters Eysel als neuer Standort für das Rathaus der Stadt Wanfried gekauft. Das alte, mitten auf der Marktstraße, zwischen dem Hotel Zum Schwan und dem Haus Marktstraße 23 gelegene Rathaus wurde im Mai 1861 abgebrochen und das neue Rathaus bezogen. Das Grundstück des alten Rathauses wurde zum Preis von 10 Talern an den Staat verkauft. Die Steine aus dem Abbruch, meist Mehlwacken, wurden zum Pflastern der Schloßstraße und der Straße Unter der Tränke genutzt. Das neue Rathaus sollte zur Anbringung von Glocke und Uhr einen turmartigen Dachreiter erhalten. Das stattdessen umgesetzte Provisorium ist bis heute geblieben.
Der Schriftzug Rathaus über der Durchfahrt wurde 1979 für die Dreharbeiten des Films Der Willi-Busch-Report angebracht.

## Beschreibung
Das Haus besitzt zwei Fachwerkobergeschosse und zwei Dachgeschosse, die alle leicht vorkragen. Als Schmuckformen sind Mann-Figuren, Rundhölzer und mit Nasen versehene Rauten vorhanden. Die Eckständer und Gesimse sind mit einfachen Motiven geschnitzt. Die Nebengebäude sind ebenfalls in Fachwerkbauweise ausgeführt.   